# Pes baskervillský
Pes baskervillský (anglicky The Hound of the Baskervilles) je román z cyklu románů a povídek o slavném detektivovi Sherlocku Holmesovi, který napsal anglický, potažmo skotský, spisovatel Arthur Conan Doyle. Tento román vyšel na pokračování v magazínu Strand, který se proslavil právě vydáváním povídek a románů detektiva z Baker Street 221B, v letech 1901 – 1902 a přitom to byl první román po delší pauze, kdy spisovatel oznámil, že Holmesovy příběhy již psát nebude, neboť ho vyčerpávaly a odváděly od pro něj skutečně podstatné tvorby. Přesto je považován za jeden z nejlepších Holmesových příběhů.

## Děj
Román vypráví doktor Watson, spolupracovník a blízký přítel slavného detektiva Sherlocka Holmese. Příběh začíná v Londýně v Holmesově bytě na Baker Street, kam přijde venkovský lékař Mortimer a žádá jej o pomoc. Vypráví, že jeho přítel sir Charles Baskerville za podivných okolností zemřel. V noci za špatného počasí šel na svou pravidelnou večerní procházku a ranila ho mrtvice. Vypadá to, že před něčím v hrůze utíkal. Mortimer v blízkosti jeho mrtvoly objevil stopy obrovského psa. Zároveň jim prozradí příběh o prokletí rodu Baskervillů. Roku 1742 zhýralec a černá ovce rodiny Hugo Baskerville unesl mladou dívku a uvěznil ji na svém panství. Dívka utekla, Hugo ji společně se svými kumpány stíhal přes blata, dohnal jí v bažinách, ale tu se objevil obrovský pekelný pes a zadávil ho. Dívka hrůzou zemřela. Pes se od té doby stal rodovým prokletím. Doktor Mortimer se obává o život dědice panství, sira Henryho Baskervilla, který přijíždí z Kanady.
Holmes je skeptický k nadpřirozeným vysvětlením, ale souhlasí, že se případem bude zabývat. Druhý den se v Baker Street koná schůzka se sirem Henrym a vyjde najevo několik podivných událostí. Henrymu někdo ukradne botu a Henry také dostane do hotelu anonymní dopis s varováním, aby na blata nejezdil. Z toho Holmes usoudí, že je Henry sledován, protože nikdo nemohl vědět, v kterém hotelu se ubytuje. Protože Holmes tvrdí, že musí v Londýně něco dořešit, vysílá Watsona, aby doprovázel sira Henryho na jeho rodinné sídlo v Dartmooru a podával mu zprávy.
Panství Baskervillů leží v nehostinné krajině plné bažin a starobylých zřícenin. Kraj není příliš obydlen, většinou jsou tam samoty plné podivínů. Navíc z nedalekého vězení utekl nebezpečný zločinec, vrah Selden, a někde v okolí se skrývá. Henry se seznamuje se svým panstvím, s jeho správcem Berrymorem a jeho ženou i se sousedem, entomologem Stapletonem a jeho sestrou Beryl, do které se zamiluje.
Správce Berrymore dává v noci světelné znamení do bažin. Henry a Watson ho přistihnou a on se přizná, že uprchlý vězeň je bratr jeho ženy. Ukrývá se na blatech a oni ho zásobují. Má brzy odplout lodí do Austrálie. Henry slíbí, že policii nic neprozradí, dokonce jim dává nějaké své staré oblečení. Také se dozvědí, že v bažinách se skrývá další tajemná postava. A Holmes je stále nepřítomný.
Watson začne pátrat po tajemném cizinci, najde jeho skrýš a v noci si na něj počíhá. Ke svému překvapení zjistí, že je to převlečený Holmes. Ten celou situaci sleduje zpovzdálí a zjišťuje fakta. Najednou oba uslyší křik a pod skálou najdou mrtvé tělo. Podle oblečení myslí, že je to Henry, ale ve skutečnosti je to Selden, který má Henryho staré oblečení. Holmes sdělí Watsonovi, že za vším stojí Stapleton a že Beryl není jeho sestra, ale žena. Chystá past, ale zdůrazňuje, že se Henry nesmí o ničem dozvědět.
Následující den jde Henry ke Stapletonům na návštěvu. Holmes, Watson a detektiv Lestrade se skryjí u domu Stapletona. Večer se zvedne mlha, díky které minou Henryho, který odchází a bažinami se vrací na své panství. Tu se začne ozývat psí vytí a najednou zahlédnou obrovského svítícího psa, který Henryho pronásleduje a vrhá se na něho. V poslední chvíli jej zastřelí. V Stepletonově domě najdou svázanou Beryl, která s plánem svého muže nesouhlasí. Byla to ona, co napsala Henrymu varovný anonymní dopis. Beryl jim sdělí, že Stapletnon má v bažinách tajné místo, kde držel toho velkého psa. Na toto místo se snažil upchnout, ale v mlze se utopil.
V závěru se dozvíme, že Stapleton byl také z rodu Baskervillů, jen pro svou zločinnou minulost skrýval svou identitu. Chtěl se zbavit Charlese i Henryho a k tomu využít starou strašidelnou pověst a cvičeného psa, kterého natřel fosforem, aby vypadal děsivě. Pak se chtěl jako Baskerville přihlásit o dědictví. Henryho botu potřeboval proto, aby mohl psa nasadit na stopu. Holmes tak vysvětlil všechny zdánlivě nadpřirozené jevy racionálním způsobem a ukázal, že za vším stála lidská zloba a touha po majetku.